# Alfons Musterle
Alfons Musterle (* 5. Februar 1932 in Stuttgart; † 21. Juni 2010) war ein deutscher Religionspädagoge.
Musterle wurde im April 1957 zum katholischen Priester geweiht. Nach der Vikarszeit in Stuttgart war er Jugendkaplan auf dem Michaelsberg und anschließend Repetent in Tübingen. Nach mehrjähriger Tätigkeit als Religionslehrer arbeitete er von 1979 bis 1996 als Schuldekan für die Gymnasien in Nord-Württemberg. Musterle war einer der Hauptverantwortlichen für das Religionsbuch Wege der Freiheit – Unterrichtswerk für Katholische Religionslehre an Gymnasien.

## Veröffentlichungen
- Die Briefe an die Thessalonicher. Stuttgart 1964.
- Wege der Freiheit, mehrere Bände